# Halės turgus

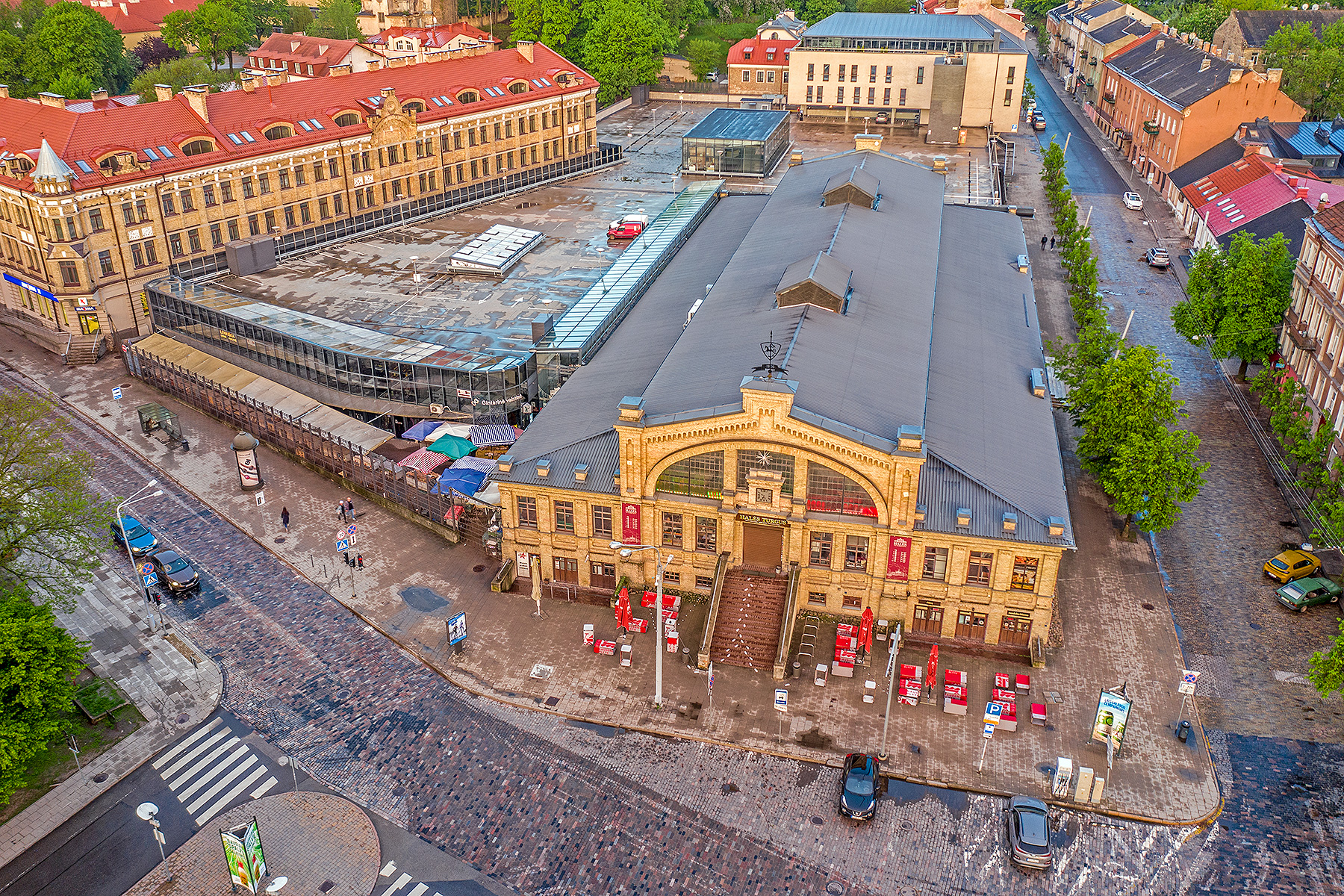
Hallenmarkt (2021)

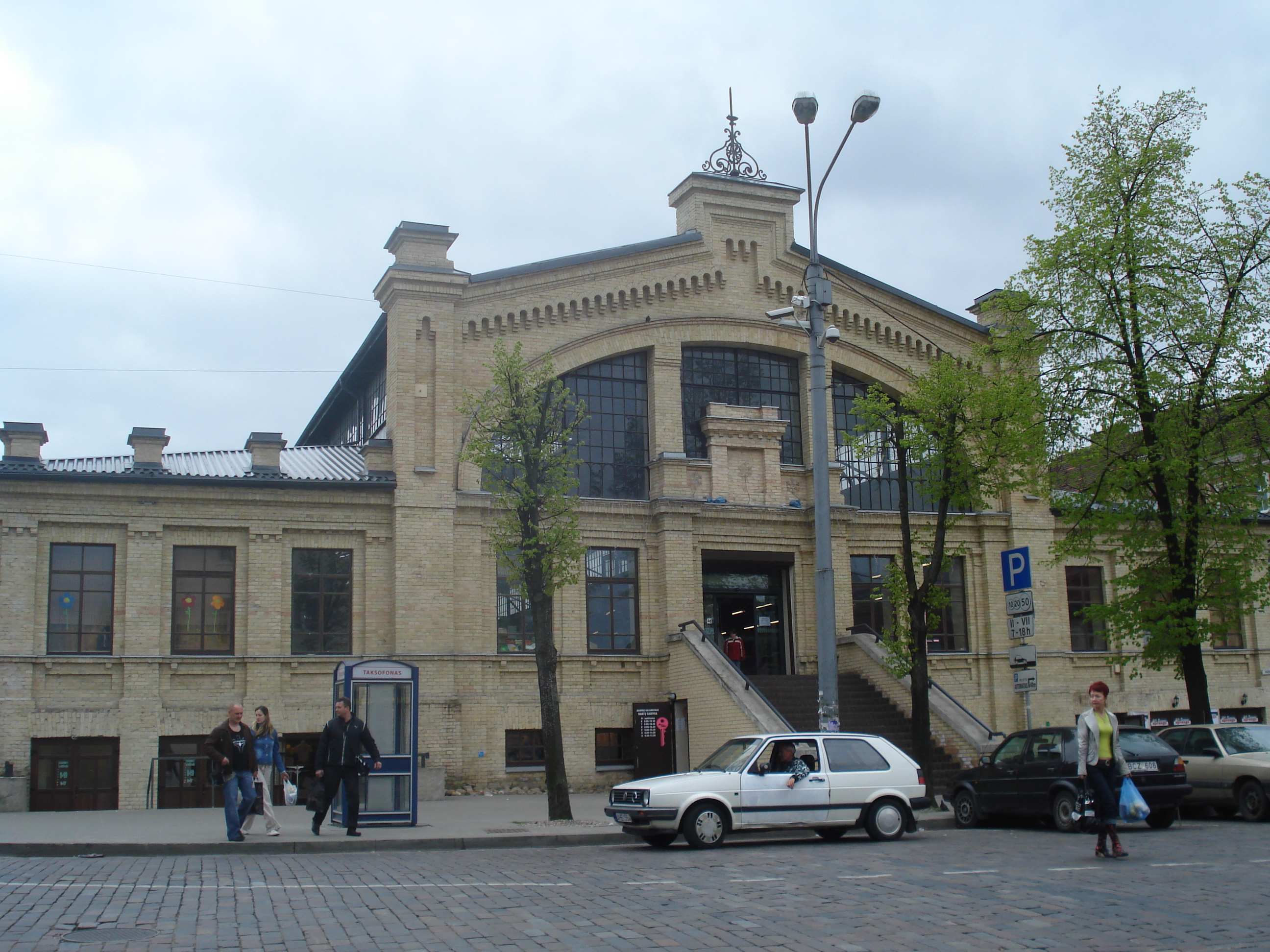
Hallenmarkt (2008)

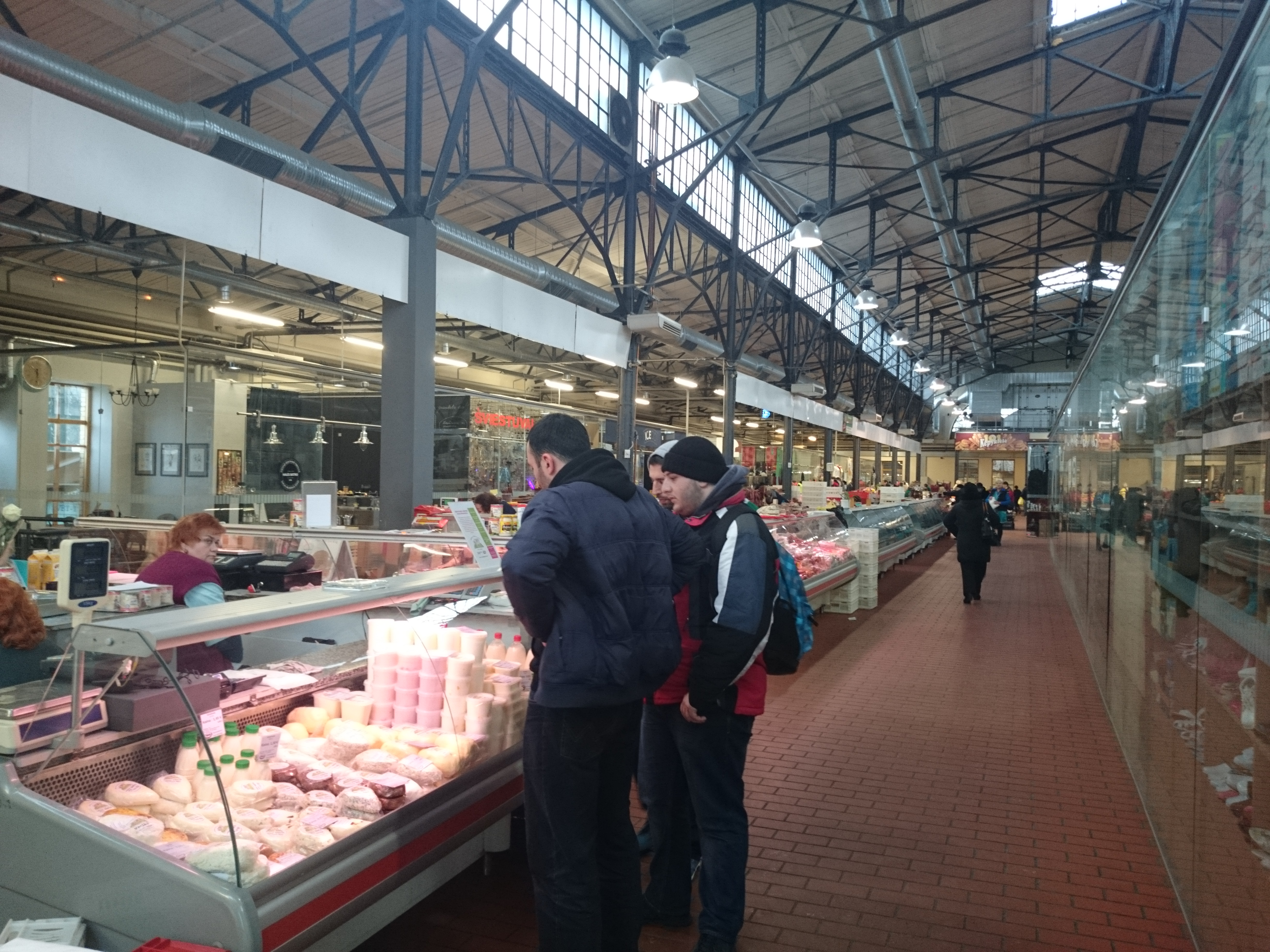
Innen

Halės turgus (dt. Hallenmarkt, noch Halės turgavietė) ist eine Markthalle in der litauischen Hauptstadt Vilnius, unweit vom Busbahnhof und Bahnhof Vilnius. Der Markt befindet sich  in der Altstadt Vilnius, bei Pylimo gatvė 58 / Bazilijonų g. 1. Der Markt ist nur montags geschlossen. Die Fläche des Markts beträgt 8400 m². Es gibt einen Parkplatz mit 150 Plätzen.

## Geschichte
Im 18. Jahrhundert gab es hier einen kleinen Gutshof. Ab der zweiten Hälfte des 19. Jahrhunderts gab es hier den Getreidemarkt.
Von 1904 bis 1906 baute man das heutige Gebäude. Der Projektautor war Ingenieur und Architekt Vaclovas Michnevičius. Seit 2002 wird der Marktplatz vom litauischen Unternehmen UAB „Tugva“ verwaltet. Der Markt wurde 2006 rekonstruiert.